# 쓰가촌 (지바현)
쓰가촌(都賀村)은 지바현 지바군에 일찍이 존재했던 촌이다. 현재의 지바시에 해당한다.

## 역사
- 1889년 4월 1일 - 정촌제 시행에 수반해 지바군 쓰가촌이 성립하였다.
- 1912년 - 촌내에 2개 히로쓰네 초등학교(쓰노다이 히로쓰네 초등학교, 산와 히로쓰네 초등학교)가 합병하여 쓰가 히로쓰네 초등학교가 되었다.
- 1913년 - 마을 회관을 사쿠소 부서로 이전하였다.
- 1937년 2월 11일 - 소가정, 미야코촌, 게미가와정이 지바시에 편입되어 소멸하였다. 옛 촌 지역이 지바시의 오아자가 되었다..

## 참고문헌
- 大日本篤農家名鑑編纂所編『大日本篤農家名鑑』大日本篤農家名鑑編纂所、1910年。
- 千葉県千葉郡教育会編『千葉県千葉郡誌』千葉県千葉郡教育会、1926年。
- 松田卯太郎編『千葉県紳士名鑑』江東出版協会、1926年。
- 千葉市誌編纂委員会編『千葉市誌』千葉市、1953年。

## 관련링크
- 稲毛区の町丁